# Associazione Calcio Fiorentina 1938-1939
Questa voce raccoglie le informazioni riguardanti l'Associazione Calcio Fiorentina nelle competizioni ufficiali della stagione 1938-1939.

## Stagione

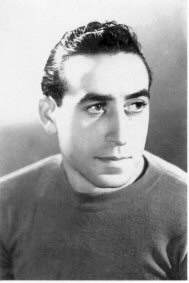
Romeo Menti

La società allestisce una squadra che centrerà immediatamente la promozione in serie A.

I viola finiscono la stagione primi in classifica, ottenendo la matematica certezza solo il 28 maggio 1939, grazie ad un successo interno per 4-1 sull'Alessandria alla penultima giornata di campionato.

I tanti nuovi acquisti in questa stagione (quindici entrate contro tredici cessioni) cambieranno il volto della squadra viola, tra cui il portiere Luigi Griffanti e il forte attaccante Romeo Menti, autore di 17 reti. Allenatore Rodolfo Soutscheck.

In Coppa Italia, essendo la Fiorentina in Serie B, parte dai turni di qualificazione. Viene eliminata ai sedicesimi, perdendo la gara contro il Genova 1893.

## Rosa
| N. |                   | Ruolo | Calciatore             |
| -- | ----------------- | ----- | ---------------------- |
|    | Italia (bandiera) | P     | Ugo Innocenti          |
|    | Italia (bandiera) | P     | Luigi Griffanti        |
|    | Italia (bandiera) | D     | Luigi Poggi            |
|    | Italia (bandiera) | D     | Carlo Benelli          |
|    | Italia (bandiera) | D     | Galliano Parigi        |
|    | Italia (bandiera) | D     | Renzo Magli (capitano) |
|    | Italia (bandiera) | D     | Carlo Piccardi         |
|    | Italia (bandiera) | C     | Bortolini              |
|    | Italia (bandiera) | C     | Mario Mannelli         |
|    | Italia (bandiera) | C     | Gipo Poggi             |
|    | Italia (bandiera) | C     | Marčelo Kufersin       |

| N. |                   | Ruolo | Calciatore            |
| -- | ----------------- | ----- | --------------------- |
|    | Italia (bandiera) | C     | Romeo Menti           |
|    | Italia (bandiera) | C     | Giorgio Michelini     |
|    | Italia (bandiera) | C     | Aldo Pini             |
|    | Italia (bandiera) | C     | Eligio Vecchi         |
|    | Italia (bandiera) | C     | Giuliano Tagliasacchi |
|    | Italia (bandiera) | A     | Mario Celoria         |
|    | Italia (bandiera) | A     | Dante Di Benedetti    |
|    | Italia (bandiera) | A     | Angelo Chiarenza      |
|    | Italia (bandiera) | A     | Elio Grolli           |
|    | Italia (bandiera) | A     | Carlo Paoletti        |

## Risultati

### Girone di andata
| Arbitro: | Limido (Milano) |

|                                               |           |  |
| Di Benedetti 27’ (rig.) Grolli 38’ Vecchi 81’ | Marcatori |  |

| Arbitro: | Mattea (Torino) |

|                                   |           |             |
| Celoria 44’ Di Benedetti 51’, 58’ | Marcatori | 75’ Menti I |

| Ancona 2 ottobre 1938 3ª giornata | Anconitana-Bianchi | 0 – 0 | Fiorentina | Stadio del Littorio\| Arbitro: \| Gamba (Napoli) \| |
| Arbitro:                          | Gamba (Napoli)     |       |            |                                                     |

| Arbitro: | Salvatori (Roma) |

|                              |           |                            |
| Celoria 28’ Di Benedetti 66’ | Marcatori | 32’ Cappelli 42’ Diotalevi |

| Lodi 16 ottobre 1938 5ª giornata | Fanfulla        | 0 – 0 | Fiorentina | Stadio Dossenina\| Arbitro: \| Tonnetti (Roma) \| |
| Arbitro:                         | Tonnetti (Roma) |       |            |                                                   |

| Arbitro: | Pirovano (Monza) |

|                        |           |             |
| Celoria 13’ Vecchi 31’ | Marcatori | 39’ Svageli |

| Arbitro: | Mazza (Torre del Greco) |

|                                           |           |            |
| Celoria 25’ Menti II 43’ Di Benedetti 80’ | Marcatori | 45’ Quario |

| Arbitro: | Rosso (Torino) |

|              |           |  |
| Porcelli 40’ | Marcatori |  |

| Arbitro: | Scorzoni (Bologna) |

|                       |           |  |
| Di Benedetti 54’, 59’ | Marcatori |  |

| Arbitro: | Tonnetti (Roma) |

|                                |           |              |
| Santillo 34’ (rig.) Pacini 54’ | Marcatori | 12’ Menti II |

| Arbitro: | Dellarole (Roma) |

|            |           |             |
| Valese 52’ | Marcatori | 32’ Celoria |

| Arbitro: | Zelocchi (Modena) |

|                |           |                  |
| Vecchi 6’, 27’ | Marcatori | 17’, 32’ Alberti |

| Arbitro: | Soliani (Genova) |

|               |           |              |
| Cominelli 60’ | Marcatori | 15’ Menti II |

| Arbitro: | Scorzoni (Bologna) |

|                                   |           |  |
| Dapas 36’ Gambini 54’ Bandini 89’ | Marcatori |  |

| Firenze 15 gennaio 1939 15ª giornata | Fiorentina         | 0 – 0 | Sanremese | Stadio Giovanni Berta\| Arbitro: \| Cardinali (Milano) \| |
| Arbitro:                             | Cardinali (Milano) |       |           |                                                           |

| Arbitro: | Ciamberlini (Genova) |

|                         |           |                          |
| Cattaneo 25’ Cresta 41’ | Marcatori | 59’, 68’ (rig.) Menti II |

| Arbitro: | Ronzio (Roma) |

|                                      |           |  |
| Menti II 28’, 55’ (rig.) Celoria 62’ | Marcatori |  |

### Girone di ritorno
| Arbitro: | Mazza (Torre del Greco) |

|  |           |                       |
|  | Marcatori | 20’ Vecchi 62’ Grolli |

| Arbitro: | Moretti (Genova) |

|                  |           |                                   |
| Orzan 42’ (rig.) | Marcatori | 9’ Menti II 20’, 89’ Di Benedetti |

| Arbitro: | Pirovano (Monza) |

|                                |           |  |
| Grolli 65’ Menti II 82’ (rig.) | Marcatori |  |

| Arbitro: | Galeati (Bologna) |

|  |           |                                    |
|  | Marcatori | 53’, 68’ Di Benedetti 87’ Menti II |

| Arbitro: | Gamba (Napoli) |

|                                                                  |           |  |
| Grolli 12’ Tagliasacchi 58’ Menti II 61’ (rig.) Di Benedetti 73’ | Marcatori |  |

| Arbitro: | Moretti (Genova) |

|                  |           |                     |
| Poggipollini 33’ | Marcatori | 25’ (rig.) Menti II |

| Arbitro: | Tonnetti (Roma) |

|            |           |              |
| Quario 48’ | Marcatori | 74’ Menti II |

| Arbitro: | Forni (Trento) |

|               |           |             |
| Bortolini 29’ | Marcatori | 11’ Ussello |

| Arbitro: | Galeati (Bologna) |

|  |           |              |
|  | Marcatori | 77’ Menti II |

| Arbitro: | Ronzio (Roma) |

|                                                                      |           |            |
| Tagliasacchi 35’, 71’, 89’ Michelini 47’ Grolli 66’, 80’ Celoria 70’ | Marcatori | 6’ Ferrara |

| Arbitro: | Rosso (Torino) |

|                         |           |  |
| Menti II 33’ Grolli 72’ | Marcatori |  |

| Arbitro: | Bertolio (Torino) |

|            |           |                  |
| Pernigo 9’ | Marcatori | 86’ Tagliasacchi |

| Arbitro: | Mattea (Torino) |

|  |           |                                         |
|  | Marcatori | 16’ Scategni 49’ Nicolosi 80’ Cominelli |

| Arbitro: | Galeati (Bologna) |

|                                                |           |  |
| Tagliasacchi 25’ Celoria 43’ Mannelli 56’, 62’ | Marcatori |  |

| Arbitro: | Salvatori (Roma) |

|                 |           |            |
| Simontacchi 27’ | Marcatori | 76’ Grolli |

| Arbitro: | Marsciani (Modena) |

|                                                |           |               |
| Tagliasacchi 22’ Menti II 43’, 48’ Celoria 60’ | Marcatori | 88’ Caligaris |

| Arbitro: | Scotto (Savona) |

|                         |           |  |
| Bonesini 5’ Andreis 74’ | Marcatori |  |

### Coppa Italia

#### Qualificazioni squadre di Serie B
| Firenze 11 settembre 1938 Gara secca                                   | Fiorentina | 4 – 0 | Verona | Stadio Giovanni Berta |
| \| \| \| \| \| Grolli 3’ Di Benedetti 49’, 74’, 84’ \| Marcatori \| \| |            |       |        |                       |
|                                                                        |            |       |        |                       |
| Grolli 3’ Di Benedetti 49’, 74’, 84’                                   | Marcatori  |       |        |                       |

#### Terzo turno
| Arbitro: | Mastellari (Bologna) |

|                   |           |                            |
| Spagnoli 7’, 108’ | Marcatori | 4’ Tagliasacchi 102’ Menti |

| Arbitro: | Galeati (Bologna) |

|              |           |  |
| Mannelli 63’ | Marcatori |  |

#### Sedicesimi di finale
| Genova 25 dicembre 1938 Sedicesimi di finale                                                                            | Genova 1893 | 5 – 2                          | Fiorentina | Stadio Luigi Ferraris |
| \| \| \| \| \| Lazzaretti 21’, 30’, 82’ Arcari III 61’ Scarabello 84’ \| Marcatori \| 38’ Di Benedetti 51’ Chiarenza \| |             |                                |            |                       |
| |             |                                |            |                       |
| Lazzaretti 21’, 30’, 82’ Arcari III 61’ Scarabello 84’                                                                  | Marcatori   | 38’ Di Benedetti 51’ Chiarenza |            |                       |

## Statistiche

### Statistiche di squadra
| Competizione | Punti | In casa | In casa | In casa | In casa | In casa | In casa | In trasferta | In trasferta | In trasferta | In trasferta | In trasferta | In trasferta | Totale | Totale | Totale | Totale | Totale | Totale | DR  |
| Competizione | Punti | G       | V       | N       | P       | Gf      | Gs      | G            | V            | N            | P            | Gf           | Gs           | G      | V      | N      | P      | Gf     | Gs     | DR  |
| ------------ | ----- | ------- | ------- | ------- | ------- | ------- | ------- | ------------ | ------------ | ------------ | ------------ | ------------ | ------------ | ------ | ------ | ------ | ------ | ------ | ------ | --- |
| Serie B      | 45    | 17      | 12      | 4       | 1       | 44      | 13      | 17           | 4            | 9            | 4            | 18           | 17           | 34     | 16     | 13     | 5      | 62     | 30     | +32 |
| Coppa Italia |       | 2       | 2       | 0       | 0       | 5       | 0       | 2            | 0            | 1            | 1            | 4            | 7            | 4      | 2      | 1      | 1      | 9      | 7      | +2  |
| Totale       |       | 19      | 14      | 4       | 1       | 49      | 13      | 19           | 4            | 10           | 5            | 22           | 24           | 38     | 18     | 14     | 6      | 71     | 37     | +34 |

### Statistiche dei giocatori
| Giocatore       | Serie A  | Serie A | Coppa Italia | Coppa Italia | Totale   | Totale |
| Giocatore       | Presenze | Reti    | Presenze     | Reti         | Presenze | Reti   |
| --------------- | -------- | ------- | ------------ | ------------ | -------- | ------ |
| C. Benelli      | 3        | 0       | 3            | 0            | 6        | 0      |
| Bortolini       | 3        | 1       | 0            | 0            | 3        | 1      |
| M. Celoria      | 33       | 9       | 4            | 0            | 37       | 9      |
| A. Chiarenza    | 4        | 0       | 1            | 1            | 5        | 1      |
| D. Di Benedetti | 23       | 12      | 4            | 4            | 27       | 16     |
| L. Griffanti    | 33       | -29     | 3            | -7           | 36       | -36    |
| E. Grolli       | 34       | 8       | 2            | 1            | 36       | 9      |
| U. Innocenti    | 1        | -1      | 1            | -0           | 2        | -1     |
| M. Kufersin     | 30       | 0       | 3            | 0            | 33       | 0      |
| R. Magli        | 30       | 0       | 3            | 0            | 33       | 0      |
| M. Mannelli     | 4        | 2       | 1            | 1            | 5        | 3      |
| R. Menti        | 29       | 17      | 2            | 1            | 31       | 18     |
| G. Michelini    | 32       | 1       | 3            | 0            | 35       | 1      |
| C. Paoletti     | 1        | 0       | 1            | 0            | 2        | 0      |
| G. Parigi       | 4        | 0       | 0            | 0            | 4        | 0      |
| C. Piccardi     | 26       | 0       | 3            | 0            | 29       | 0      |
| A. Pini         | 3        | 0       | 0            | 0            | 3        | 0      |
| G. Poggi        | 12       | 0       | 3            | 0            | 15       | 0      |
| L. Poggi        | 30       | 0       | 2            | 0            | 32       | 0      |
| G. Tagliasacchi | 21       | 7       | 3            | 1            | 24       | 8      |
| E. Vecchi       | 18       | 5       | 2            | 0            | 20       | 5      |